# تاكاشي إيشيكاوا
تاكاشي إيشيكاوا (باليابانية: 石川孝志؛ بالكانا: いしかわ たかし) هو ريكيشي ‏ ياباني، ولد في 5 فبراير 1953 في Fujishima, Yamagata ‏ في اليابان.

## روابط خارجية
- تاكاشي إيشيكاوا على موقع CageMatch worker (الإنجليزية)